# Colette Awital
Colette Awital (hebr. קולט אביטל) (ur. 1 maja 1940 w Bukareszcie) – izraelska polityk i dyplomatka, w latach 1988–1992 ambasador w Portugalii, w latach 1999–2009 posłanka do Knesetu z listy Partii Pracy

## Życiorys
Urodziła się 1 maja 1940 w Bukareszcie, w 1950 wyemigrowała wraz z rodziną do Izraela.
Jeszcze będąc studentką, pracowała w izraelskim ministerstwie do spraw zagranicznych. Z biegiem lat pięła się po szczeblach „drabiny” urzędowej: była członkiem izraelskiej delegacji w Paryżu (1982–1985), ambasadorem w Portugalii (1988–1992) i konsulem generalnym w Nowym Jorku (1992–1996). Po powrocie do Izraela, została zatrudniona jako zastępca dyrektora ds. Zachodniej Europy, na trzecim w kolejności ważności stanowisku w ministerstwie spraw zagranicznych.
W 1999 zdecydowała się wystartować w wyborach do piętnastego Knesetu z listy Partii Pracy. W parlamencie była przewodniczącą komisji etyki i komisji dochodzeniowej ds. identyfikacji zwrotu własności ofiar Holocaustu. Przewodziła też komisji ds. imigracji, absorpcji i diaspory.

## Odznaczenia
- Krzyż Wielkiego Oficera Orderu Zasługi (Rumunia, 2009)[1]
- Odznaką Honorową „Bene Merito” (Polska, 2021)[2].